# Убартас, Ромас
Ромас Убартас (лит. Romas Ubartas; в советских документах — Ромас Ионович Убартас; род. 26 мая 1960, Паневежис, Литовская ССР, СССР) — советский и литовский дискобол, олимпийский чемпион 1992 года и чемпион Европы 1986 года. Заслуженный мастер спорта СССР (1987).

## Биография
Родился в 1960 году в Паневежисе. Тренировался в «Динамо» (Вильнюс).
В 1986 году выиграл чемпионат Европы (67,08 м), на 6 см опередив Георгия Колноотченко. В 1988 году Ромас завоевал серебро на Олимпийских играх в Сеуле с результатом 67,48 м, уступив чемпиону Юргену Шульту 134 см. В 1990 году Убартас победил на Играх доброй воли в Сиэтле с результатом 67,14 м.
После образования независимой Литвы на Олимпийских играх 1992 года в Барселоне завоевал золотую медаль с результатом 65,12 м, выступая уже за литовскую команду. Убартас взял «реванш» у Юргена Шульта за Игры 1988 года, опередив немца на 18 см.
На Играх 2000 года был знаменосцем команды Литвы. На самих Играх 40-летний Убартас с результатом 60,50 м не сумел выйти в финал, золото же досталось в итоге другому литовцу Виргилиюсу Алекне.

## Награды
- Офицер ордена «За заслуги перед Литвой» (10 декабря 2008 года)[1].